# Фен ле Мутје
Фен ле Мутје (фр. Fain-lès-Moutiers) насеље је и општина у источном делу централне Француске у региону Бургоња, у департману Златна обала која припада префектури Монбар.
По подацима из 2011. године у општини је живело 155 становника, а густина насељености је износила 15,9 становника/km². Општина се простире на површини од 9,75 km². Налази се на средњој надморској висини од 342 метара (максималној 356 m, а минималној 220 m).

## Демографија
| 1962. | 1968. | 1975. | 1982. | 1990. | 1999. | 2011. |
| ----- | ----- | ----- | ----- | ----- | ----- | ----- |
| 194   | 212   | 179   | 159   | 141   | 147   | 155   |

График промене броја становника у току последњих година